# Thymoites maracayensis
Thymoites maracayensis är en spindelart som beskrevs av Claude Lévi 1964. Thymoites maracayensis ingår i släktet Thymoites och familjen klotspindlar. Inga underarter finns listade i Catalogue of Life.